# Descalç sobre la terra vermella
Descalç sobre la terra vermella és un telefilm en format de minisèrie de dos episodis dirigit per Oriol Ferrer amb guió de Marcos Berstein i Maria Jaén basat en el llibre de Francesc Escribano que relata l'experiència de Pere Casaldàliga amb els indígenes de Mato Grosso. Eduard Fernández és el protagonista i ha estat produïda per Minoria Absoluta i Raiz Produções Cinematográficas amb la participació de TV3, TVE i TV Brasil. Es va gravar en català i fou emès per TV3 el 24 i el 25 de març de 2014. També s'ha emès per À Punt.

## Sinopsi

### Episodi 1
El juny de 1988 el bisbe Pere Casaldàliga és cridat a la ciutat del Vaticà per sotmetre'l a un "examen de fe" davant del cardenal Joseph Ratzinger i del cardenal Bernardin Gantin. Durant l'entrevista, Casaldàliga rememora els moments més importants dels vint anys que ha passat al Brasil.
El juliol de 1968 Pere Casaldàliga i el seu ajudant Daniel arriben a la missió de São Félix do Araguaia, zona poblada per indígenes que s'ha transformat totalment arran de l'arribada massiva de brasilers amb ànsies d'explotació dels recursos de la terra. Allí el religiós viurà en primera persona com els seus habitants s'han acostumat a considerar part natural de la seva vida la violència i la misèria més extremes.

### Episodi II
A Roma Pere Casaldàliga prossegueix amb "l'examen de fe" al Vaticà davant dels cardenals Ratzinger i Gantin. Ell segueix recordant.
A São Félix do Araguaia el 1970, Casaldàliga vol donar a conèixer la situació real de la zona del Mato Grosso, de manera que amb l'ajut dels seus col·laboradors publica, sense el consentiment de la Conferència Episcopal del Brasil, el manifest "Una església de l'Amazònia en conflicte amb el latifundi i la marginació social", un informe demolidor que dona la volta al món i posa en evidència la situació inhumana que es viu a la regió.
Per aquest motiu els terratinents posen preu al seu cap i mouen els fils per intentar desacreditar-lo i aconseguir que l'església i el govern l'expulsin del país. Però la reacció d'aquests estaments no és l'esperada pels terratinents i, amb el temps, cada vegada es compliquen més les coses i la violència augmenta a la regió.

## Repartiment
- Eduard Fernández... Pere Casaldàliga
- Pablo Derqui	 ... Daniel
- Eduardo Magalhaes… Josué
- Clara Segura... Germana Irene
- Cristina Lago	... Rosa
- Mònica López	...	Germana Genoveva
- Babu Santana	... Boca-Quente
- Francesc Orella	... Dom Aloisio
- Mario Gas... Armandão
- Sergi López i Ayats… Cardenal Joseph Ratzinger

## Premis
Al Seoul International Drama Awards ha estat premiada com a millor telesèrie i millor guionista (Maria Jaén i Marcos Bernstein), al New York Festival International TV & Film Awards fou premiada com la millor minisèrie i al Festival Internacional de Programes Audiovisuals de Biarritz va rebre el premi al millor actor (Eduard Fernández) i música original (David Cervera). També va rebre el Gaudí a la millor pel·lícula per a televisió.